# Leomelicharia delicata
Leomelicharia delicata är en insektsart som beskrevs av Frederick Arthur Godfrey Muir 1917. Leomelicharia delicata ingår i släktet Leomelicharia och familjen Derbidae. Inga underarter finns listade i Catalogue of Life.